# Gyde Jensen
Pour les articles homonymes, voir Jensen.
Gyde Jensen, née le 14 août 1989 à Rendsburg, est une femme politique allemande, membre du Parti libéral-démocrate et députée au Bundestag. Elle préside la Commission des droits de l’homme et de l’aide humanitaire depuis le 31 janvier 2018.

## Biographie

### Études et carrière
Elle étudie l’anglistique, la science politique et la politique internationale à l’université de Kiel. Après des postes à Genève puis à Washington, D.C, elle est chargée de communication pour la Fondation Friedrich-Naumann pour la liberté — liée au Parti libéral-démocrate,.

### Députée au Bundestag
En mai 2016, elle est élue à la quatrième place par l’assemblée représentative du Parti libéral-démocratique de Schleswig-Holstein pour les élections fédérales allemandes de 2017. Elle devance le député au Bundestag Sebastian Blumenthal (de). Lors des élections, le FDP a remporté trois sièges dans l'État de Schleswig-Holstein avec 12,6 % des deuxièmes voix (système électoral allemand). Le ministre de l’économie de Schleswig-Holstein, Bernd Klaus Buchholz (de), 2e sur la liste, renonce à son mandat et Gyde Jensen obtient le dernier siège au Bundestag. Elle est la plus jeune députée du 19e Bundestag allemand. Elle préside la Commission des droits de l’homme et de l’aide humanitaire depuis le 31 janvier 2018  et devient ainsi la plus jeune présidente de commission dans l’histoire du Bundestag allemand.